# Вилкин, Иван Евдокимович
Ива́н Евдоки́мович Ви́лкин (1888 — 6 июня 1964) — шахтёр треста «Краснолучуголь» г. Красный Луч, Украинская ССР, Герой Социалистического Труда.

## Биография
Родился в с. Мотызлей Темниковского уезда Тамбовской губернии (ныне — Вознесенский район Нижегородской области).
В семье Вилкиных было девять детей, а отец имел только небольшой клочок скудной тамбовской земли. В 1904 году в возрасте 16 лет Иван Евдокимович вместе с земляками (а крестьяне из Тамбовской губернии обычно ездили на антрацитовые шахты Криндачевки, Боковки, Ровенек и Должанки) поехал на заработки в Донбасс.
Три года проработал он саночником и крутилем на шахте № 5/7 «Карл», а затем стал зарубщиком. Рубил пласт обушком. Четырнадцать часов ежедневно приходилось вручную рубить крепкий пласт. С избитой, в кровоподтеках спиной возвращался он поздно ночью в темный барак. На заре первой пятилетки работал навалоотбойщиком.
За неустанную работу на фронтах освобождения и восстановления каменноугольной промышленности Донбасса, за труды, проявленные в годы гражданской войны и хозяйственной разрухи, за активное участие в строительстве социалистической каменноугольной промышленности Донецкого бассейна Союзуголь и Всеукраинский комитет союза горнорабочих присвоили И. Е. Вилкину звание заслуженного шахтёра и наградили именными часами.
Иван Евдокимович организовал бригаду навалоотбойщиков по скоростной выемке вруба. Слава о его трудовых подвигах гремела по Донбассу.
В 1930 году Вилкин вступил в ряды большевистской партии. Вскоре шахтёры избрали Ивана Евдокимовича членом ЦК профсоюза рабочих каменноугольной промышленности. Четырежды собирался съезд горняцкого профсоюза, и четырежды Вилкина избирали членом ЦК. На первом Вседонецком слете стахановцев Иван Евдокимович выступил с рассказом о работе своей шахты. Из рук М. И. Калинина Вилкин в 1938 (1937) г. получил медаль «За трудовое отличие».
1 марта 1944 года, после того как врагов изгнали из Красного Луча, Вилкин возвратился на родную шахту с нефтепромыслов Татарии. В первый же день дал семнадцать тонн антрацита при норме восемь тонн.
Начав работать до революции саночником, он вырос в высококвалифицированного мастера угледобычи, овладев всеми подземными профессиями. На шахте № 5/7 не одно поколение горняков прошло «университет» И. Е. Вилкина. Перед уходом на заслуженный отдых подарил областному музею санки, которые он таскал в шахте 25 лет, лямку и цепь, обушок, лопату и бузулук (подковы с острыми шипами, которые крепились к ногам, чтобы они не скользили при передвижении по лаве).

## Награды
В 1948 году И. Е. Вилкину, первому в г. Красный Луч, присвоено звание Героя Социалистического Труда.
Награждён двумя орденами Ленина, медалями "За трудовое отличие" и "За восстановление угольных шахт Донбасса".
Заслуженный шахтёр Украинской ССР.

## Память
В 1965 году имя И. Е. Вилкина присвоено самому крупному кварталу в посёлке шахты 7/8 г. Красный Луч Луганской области.